# Selva inundable de Iquitos
La selva inundable de Iquitos, selva de Iquitos-Várzea o bosques inundables del Amazonas es una ecorregión del WWF de la ecozona neotropical que se extiende por amplias regiones ribereñas del río Amazonas de Brasil y Selva baja del Perú. También se denomina bosque húmedo tropical hidromórfico (según Zamora 1996).
El ecosistema predominante es el de bosque de várzea y su característica principal es su condición de llanura aluvial o selva inundable. 
Comprende las cuencas fluviales inundables del alto Amazonas, Ucayali, Marañón y Madre de Dios, en Perú y Bolivia, además varios afluentes menores de la Amazonía peruana y los ríos brasileños del alto Yuruá y Purús. Iquitos se encuentra a 100 metros de altitud, y la topografía, en general, es muy plana con microondulaciones.